# Mount Sheer
Der Mount Sheer ist ein 1752 m hoher Berg mit einer Schartenhöhe von 192 m im Südwesten der kanadischen Provinz British Columbia, im Squamish-Lillooet Regional District.

## Geographie
Der Mount Sheer liegt 9 km östlich von Britannia Beach und 2,15 km südlich des höchsten Berges der Britannia Range, des Sky Pilot Mountain (2031 m). Er ist Teil der North Shore Mountains, einer Teilkette der Coast Mountains. Die Abflüsse der Niederschläge am Berg fließen ostwärts in Zuflüsse des Stawamus River und westwärts in den Howe Sound über den Britannia Creek. Das Relief ist insofern bemerkenswert, als der Gipfel sich über 750 m über den Stawamus River in zwei Kilometern Entfernung erhebt. 

## Geschichte
Das Toponym des Berges wurde am 4. Juni 1953 vom Geographical Names Board of Canada offiziell anerkannt.

## Klima
In Bezug auf die Klimaklassifikation nach Köppen und Geiger herrscht am Mount Sheer ein Westseiten-Seeklima. Die meisten Wetterfronten stammen vom Pazifik und bewegen sich ostwärts auf die Coast Mountains zu, wo sie durch die Berge zum  Aufsteigen (Windstau) gezwungen werden, was wiederum dazu führt, dass die enthaltene Feuchtigkeit in Form von Regen oder Schnee abgegeben wird. Im Ergebnis führt das zu hohen Niederschlägen in den Coast Mountains, insbesondere zu starken Schneefällen im Winter. Die Temperaturen können unter −20 °C fallen, unter Berücksichtigung von Windchill-Einfluss unter −30 °C. 